# Samski dom
Samski dom je večnadstropna zgradba z garsonjerami, ki so običajno namenjene samskim osebam. Vsako stanovanje ima praviloma dva do tri stanovalce, ki živijo v skupnem gospodinjstvu. Vsako večje slovensko mesto ima nekaj samskih domov, v katerih prebivajo delavci, največkrat tujci iz nekdanjih jugoslovanskih republik (Bosna in Hercegovina, Srbija, Hrvaška, Črna Gora, Makedonija). Danes v samskih domovih stanujejo tudi delavci iz vzhodnoevropskih držav (Slovaška, Bolgarija, itd).